# El Banco, San Bartolo Tutotepec
El Banco är en ort i Mexiko.   Den ligger i kommunen San Bartolo Tutotepec och delstaten Hidalgo, i den sydöstra delen av landet, 140 km nordost om huvudstaden Mexico City. El Banco ligger 1 878 meter över havet och antalet invånare är 106.
Terrängen runt El Banco är kuperad västerut, men österut är den bergig. Runt El Banco är det ganska tätbefolkat, med 56 invånare per kvadratkilometer. Närmaste större samhälle är San Bartolo Tutotepec, 10,6 km öster om El Banco. I omgivningarna runt El Banco växer i huvudsak blandskog.